# 中关村第二小学
中关村第二小学（简称中关村二小）是一所本部位于中华人民共和国北京市海淀区中关村北一条10号的公立小学，1971年成立，现有中关村、华清、百旺3个校区以及4所分校。

## 校区及分校
自1998年7月承办海淀区上地实验小学起，中关村二小开始多校区办学模式，1999年承办海淀区外国语实验学校小学部至2009年。2003年，中关村二小将成府小学合并，同时承办华清嘉园小区配套小学（即中关村二小华清校区）。
2008年，上地实验小学与中关村二小脱钩。2009年，为承办百旺新城配套小学，中关村二小将西北旺小学合并，成立中关村二小百旺校区。
2019年4月，中关村二小开始承办海淀区万泉河小学，并将其更名为中关村第二小学万泉河分校。同年6月，海淀区教委与昌平区教委、中关村二小三方签约，在昌平区北七家镇（临近北京未来科学城）成立中关村第二小学昌平学校。
2021年9月，中关村二小在唐家岭村开设科学城北区分校。2023年，中关村二小开始承办东北旺中心小学，将其更名为中关村第二小学西山分校。

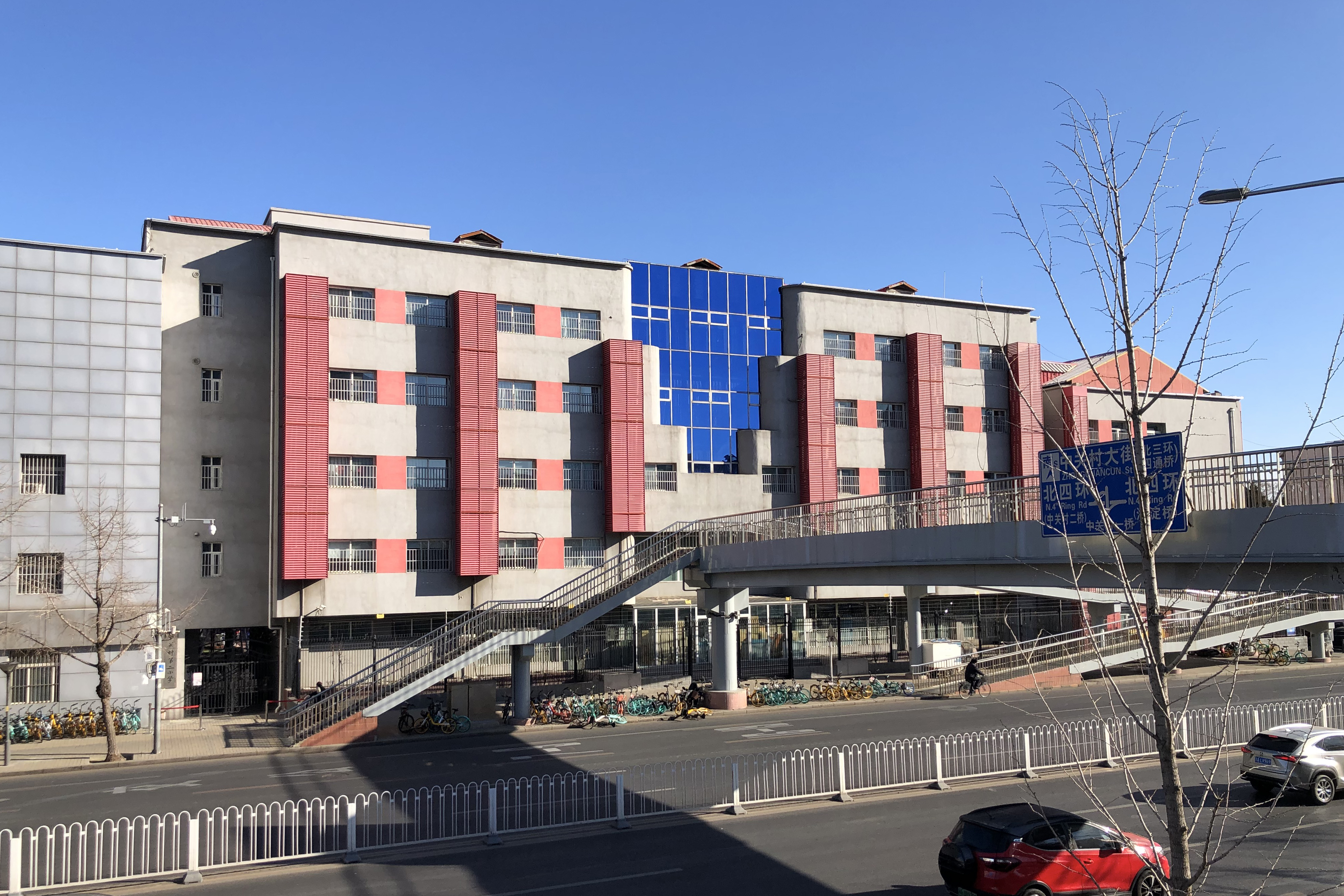
中关村校区西立面
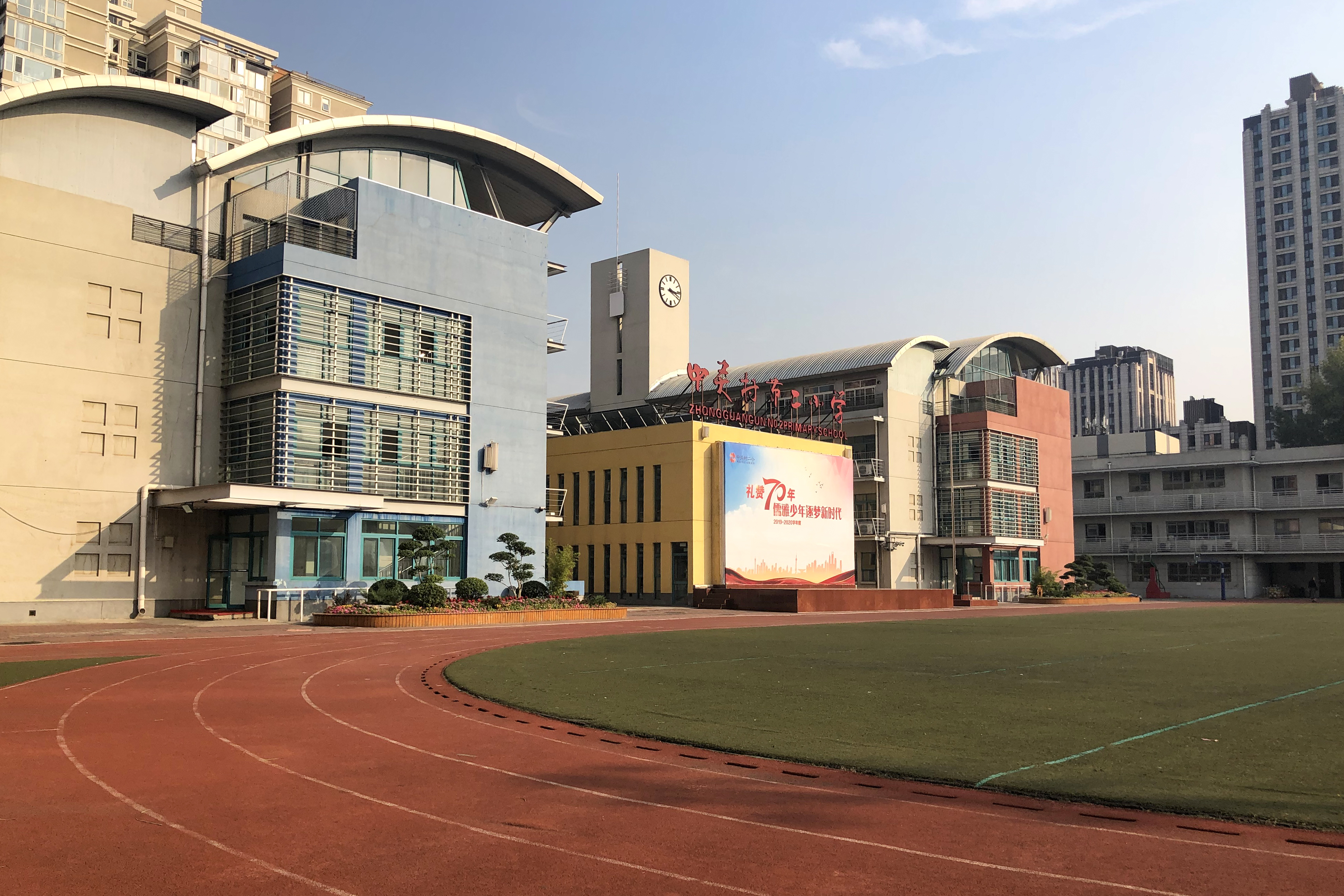
华清校区
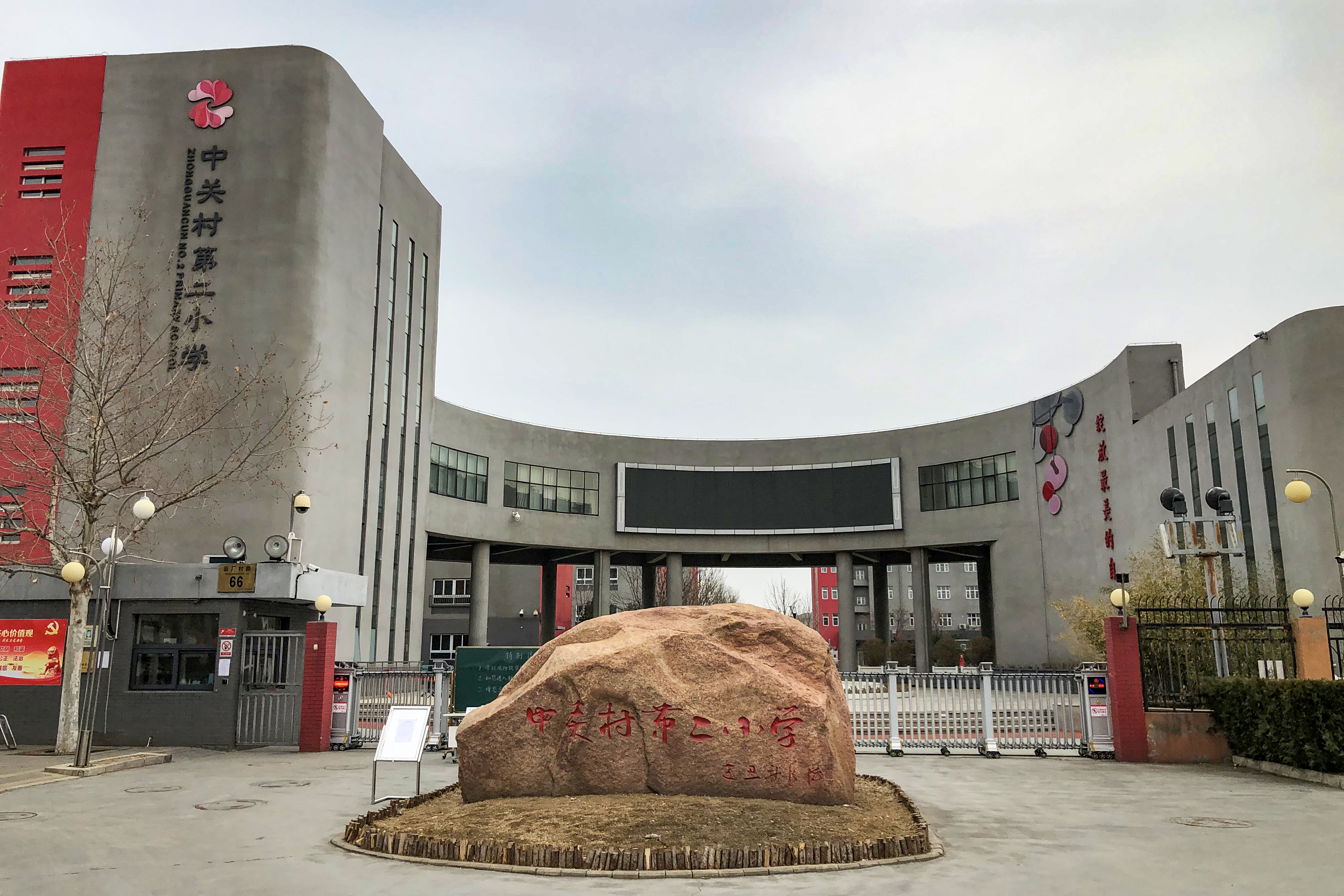
百旺校区
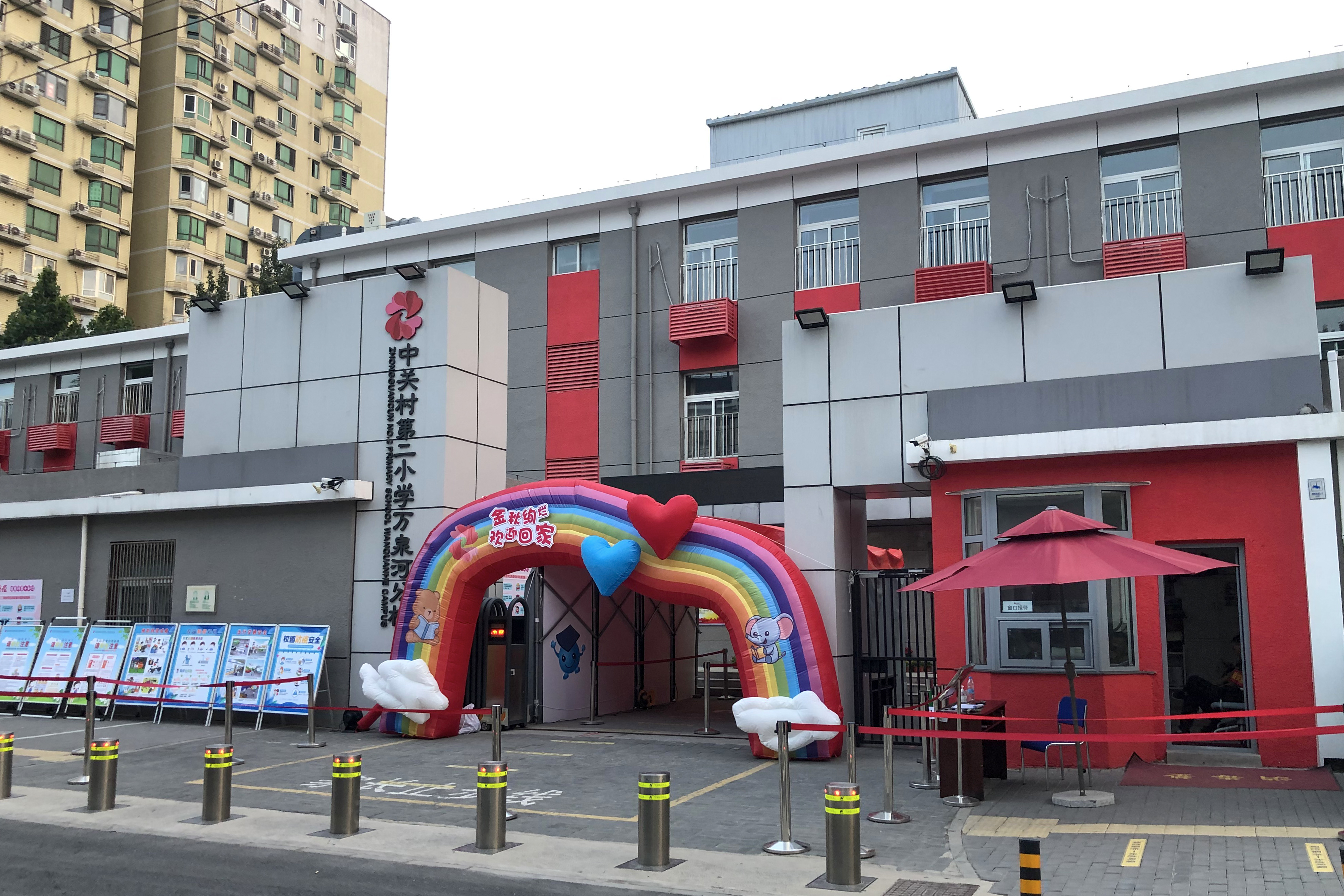
万泉河分校